# Chemin de fer Vevey–Chexbres
| NPZ «Train des Vignes» oberhalb Vevey, 4. Juni 2010 |                      |                                      |                                      |
| Streckennummer (BAV): | 111                  |                                      |                                      |
| Fahrplanfeld: | 111                  |                                      |                                      |
| Streckenlänge: | 7,83 km              |                                      |                                      |
| Spurweite: | 1435 mm (Normalspur) |                                      |                                      |
| Stromsystem: | 15 kV 16,7 Hz ~      |                                      |                                      |
| Maximale Neigung: | 44 ‰                 |                                      |                                      |
| |                      |                                      |                                      |
| \| \| \| SBB von Montreux \| \| \| \| 0,0 \| Vevey Endpunkt R 7 \| 385 m \| \| \| \| La Veveyse \| \| \| \| \| SBB nach Lausanne \| \| \| \| 0,9 \| Vevey-Funi zur VCP nach Mont-Pèlerin \| Vevey-Funi zur VCP nach Mont-Pèlerin \| \| \| 1,8 \| Corseaux-Cornalles \| Corseaux-Cornalles \| \| \| \| Tunnel Salanfe (20m) \| \| \| \| \| Tunnel Crêt (118m) \| \| \| \| 5,6 \| Chexbres-Village \| Chexbres-Village \| \| \| \| Tunnel Carroz (83m) \| \| \| \| \| SBB von Lausanne \| \| \| \| 7,8 \| Puidoux Endpunkt R 7 \| 618 m \| \| \| \| SBB nach Freiburg \| \| |                      |                                      |                                      |
| Strecke |                      | SBB von Montreux                     | SBB von Montreux                     |
| Bahnhof | 0,0                  | Vevey Endpunkt R 7                   | 385 m                                |
| Brücke über Wasserlauf |                      | La Veveyse                           | La Veveyse                           |
| Abzweig geradeaus und nach links |                      | SBB nach Lausanne                    | SBB nach Lausanne                    |
| Haltepunkt / Haltestelle | 0,9                  | Vevey-Funi zur VCP nach Mont-Pèlerin | Vevey-Funi zur VCP nach Mont-Pèlerin |
| Haltepunkt / Haltestelle | 1,8                  | Corseaux-Cornalles                   | Corseaux-Cornalles                   |
| Tunnel |                      | Tunnel Salanfe (20m)                 | Tunnel Salanfe (20m)                 |
| Tunnel |                      | Tunnel Crêt (118m)                   | Tunnel Crêt (118m)                   |
| Haltepunkt / Haltestelle | 5,6                  | Chexbres-Village                     | Chexbres-Village                     |
| Tunnel |                      | Tunnel Carroz (83m)                  | Tunnel Carroz (83m)                  |
| Abzweig geradeaus und von links |                      | SBB von Lausanne                     | SBB von Lausanne                     |
| Bahnhof | 7,8                  | Puidoux Endpunkt R 7                 | 618 m                                |
| Strecke |                      | SBB nach Freiburg                    | SBB nach Freiburg                    |

Die Bahnstrecke Vevey–Puidoux stellt eine direkte Verbindung der Strecken Lausanne-Bern und Brig–Lausanne dar. Sie wurde von der ehemaligen Bahngesellschaft Compagnie du Chemin de fer Vevey–Chexbres (VCh) erstellt, aber seit ihrer Eröffnung durch die SBB betrieben. Die VCh wurde 2013 von den SBB übernommen. Der Bahnhof Puidoux hiess bei der Eröffnung 1862 Bahnhof Chexbres, wurde 1904 mit der Eröffnung der direkten Linie nach Vevey zum Bahnhof Puidoux–Chexbres und erhielt 2018 seinen derzeitigen Namen. 

## Strecke
Die Strecke misst 7,83 km und hat eine maximale Steigung von 44 ‰. Sie verbindet die Hauptstrecke Bern–Lausanne mit der Hauptstrecke Brig–Lausanne und ermöglicht so einen Verkehr Bern–Brig ohne Spitzkehre in Lausanne. Im Normalbetrieb wird dies auf Grund der starken Steigung der Strecke nicht genutzt, wohl aber bei Sperrung der Lötschbergachse. Schwerere Züge Richtung Bern benötigen dann allerdings in der Regel Vorspann.
Hauptzweck der Strecke ist der Regionalverkehr, heute ein Stundentakt. Die Strecke trägt im schweizerischen Kursbuch die Nummer 111 und die darauf verkehrenden Regionalzüge sind als R7 Bestandteil des Verkehrsverbundes Waadt.

## Eingesetztes Rollmaterial
Seit Aufnahme des elektrischen Betriebes wurde der regelmässige Verkehr hauptsächlich mit Triebwagen durchgeführt, zunächst mit den Fe 4/4 18509–11 und 18561 (später 809–811, 831, dann 1669–1671, 1685), die eine elektrische Bremse aufwiesen. Als Besonderheit zu erwähnen ist sodann der von 1955 bis 1959 bzw. 1963 dauernde Einsatz der beiden Pneuwagen der SBB, Mitteleinstiegswagen mit fünf- bzw. vierachsigen Pneurad-Drehgestellen. Diese Wagen hatten sich im Fernverkehr nicht bewährt, konnten hier aber dank dem geringen Gewicht von nur 12 bzw. 14 t sinnvoll eingesetzt werden. Ab 1969 kamen Pendelzüge mit SBB BDe 4/4 (1952–55) zum Einsatz. 1980 wurden einige dieser Triebwagen für einmännigen Betrieb eingerichtet und dazu drei passende Steuerwagen Bt umgebaut. Der einmännige Betrieb erforderte aber den Verzicht auf Halte auf Verlangen. Von 1996 bis 2012 setzten die SBB einen speziell bemalten NPZ mit RBDe 560 131 und zugehörigem Steuerwagen ein. Erstmals bei den SBB wurde eine Haltanforderung eingebaut, um die Wiedereinrichtung von Halten auf Verlangen zu ermöglichen. Ab Juni 2012 verkehrt auf dieser Strecke eine erneuerte Einheit der Serie RBDe 560 mit Domino-Normallackierung. Der Zug und die Strecke werden heute unter dem Label Train des Vignes (etwa Rebenzug oder Weinbergbahn)  vermarktet. Die Strecke führt mitten durch die Rebberge des Weinbaugebietes und UNESCO-Welterbes Lavaux.

## Geschichte

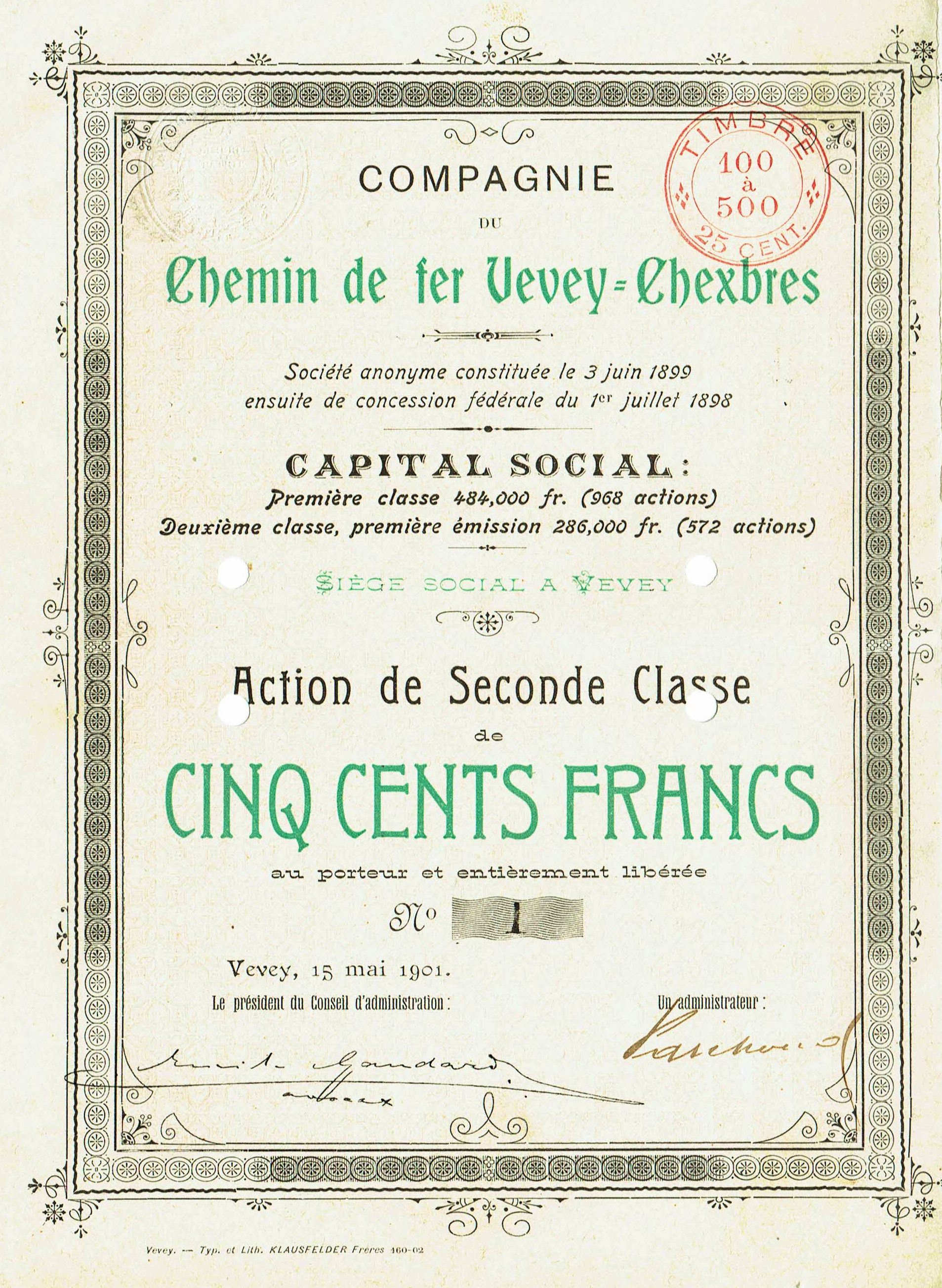
Aktie 2. Klasse der Compagnie du Chemin de fer Vevey-Chexbres vom 15. Mai 1901

Die VCh wurde am 14. Oktober 1899 in das Handelsregister des Kantons Waadt eingetragen. Ihr Gesellschaftszweck besteht im Bau und Betrieb der normalspurigen Eisenbahnstrecke Vevey–Puidoux-Chexbres. Am 2. Mai 1904 war der erste Teil des Gesellschaftszwecks erreicht, die Bahnstrecke konnte in Betrieb genommen werden. Die Gesellschaft verzichtete aber darauf, den zweiten Teil des Gesellschaftszwecks selbst zu erfüllen, und verpachtete die Strecke an die SBB. Am 16. Mai 1940 nahm diese den elektrischen Betrieb auf der gepachteten Strecke auf. 1995 wurde die Strecke mit Investitionsbeiträgen von Bund und Kantonen auf Kosten der VCh erneuert und eine neue Fahrleitung gebaut.
Seit Anfang 2011 wurde die Gesellschaft nicht mehr durch die GoldenPass Services (MOB), sondern durch die SBB verwaltet. Der Sitz der VCh befand sich nun im Büro der SBB im Bahnhof Vevey. Die SBB überführten die Aktiengesellschaft in ihren Besitz, damit die Strecke zu ihrer Infrastruktur gehört. Seit dem 27. Januar 2012 waren die SBB bereits im Besitz von 88,8 % der Aktien. Diese haben sie von den bisherigen Hauptaktionären – dem Kanton Waadt, der Stadt Vevey sowie den Gemeinden, Chexbres, Puidoux, Rivaz, St-Saphorin und Chardonne übernommen. Im Jahre 2013 erwarben die SBB die restlichen Aktien, die sich im Besitz von Privaten befanden und löschten am 14. Juni 2013 die VCh aus dem Handelsregister.